# Finn Dittelbach
Finn Dittelbach (* 13. April 1990 in Flensburg, heute Finn Nothing) ist ein deutscher Volleyball- und Beachvolleyballspieler.

## Karriere

### Hallenvolleyball
Dittelbach spielte seit 2003 in den Jugendmannschaften des TSV Husum und der FT Adler Kiel. 2008 gelang dem Außenangreifer mit der FT Adler der Aufstieg in die 2. Bundesliga. 2010/11 spielte Dittelbach für eine Saison beim Bundesligisten Netzhoppers KW-Bestensee, wohin er 2014 zurückkehrte. 2017/18 spielte er beim Drittligisten TKC Wriezen.

### Beachvolleyball
Dittelbach spielte seit 2003 mit verschiedenen Partnern auf nationalen und internationalen Beachvolleyball-Turnieren. Mit Rasmus Mumme belegte er 2006 bei den U18-Europameisterschaften in Bratislava Platz sieben. Mit Jannis Ulke wurde er 2009 bei den U20-Europameisterschaften in Kos Fünfter. An der Seite von Dirk Böckermann erreichte Dittelbach 2010 Platz sieben bei den Deutschen Meisterschaften. Von 2010 bis 2012 war Steffen Drößler sein Partner. 2013 spielte er zunächst mit Lars Flüggen. Als sich im Juni 2013 das Duo Koreng/Walkenhorst trennte, startete Dittelbach in Folge mit dem ehemaligen Deutschen Meister und Olympiateilnehmer Eric Koreng. Dittelbach/Koreng belegten bei den Deutschen Meisterschaften Platz fünf. 2014 landeten sie bei der Europameisterschaft in Cagliari auf Platz neun. Seit 2015 spielt Dittelbach nur noch sporadisch auf nationalen Turnieren.

### Trainer
2016/17 war Dittelbach Co-Trainer der Bundesliga-Frauen vom Köpenicker SC.

## Berufliches
Nach seiner aktiven Karriere begleitet Dittelbach diverse Beachvolleyballteams, wie Böckermann/Flüggen und Begemann/Karpa auf Trainingslagern und Turnieren. Neben dem Sport arbeitet er bei einem Energieunternehmen und studiert Psychologie an der Humboldt-Universität zu Berlin.